# Diplazium metcalfii
Diplazium metcalfii är en majbräkenväxtart som beskrevs av Ren-Chang Ching.
Diplazium metcalfii ingår i släktet Diplazium och familjen Athyriaceae. Inga underarter finns listade i Catalogue of Life.